# Blankounterschrift
Eine Blankounterschrift ist eine Namensunterschrift unter eine noch nicht schriftlich abgefasste Erklärung, beispielsweise einen Scheck oder eine Vollmacht. 
Der Unterzeichner muss die nachträglichen Eintragungen eines Dritten als seine eigene Willenserklärung gegen sich gelten lassen, es sei denn, er kann beweisen, dass diese nicht seinem Willen entspricht. Die Erklärung ist dann nach § 119, § 123 BGB anfechtbar.
Eine Blankounterschrift ist grundsätzlich geeignet, die Schriftform (§ 126 BGB) zu wahren, nicht jedoch bei einer formbedürftigen Bürgschaft (§ 766 BGB) oder dem Abschluss eines Lebensversicherungsvertrags.
Die Unterschrift muss zu ihrer Wirksamkeit eigenhändig erfolgen.